# Carmen Laforet
Carmen Laforet Díaz (Barcellona, 6 settembre 1921 – Majadahonda, 28 febbraio 2004) è stata una scrittrice spagnola.

## Biografia
Nacque a Barcellona, ma all'età di 2 anni si trasferì a Las Palmas alle Canarie. Lì trascorse tutta l'infanzia e l'adolescenza.
Studiò filosofia a Barcellona e diritto all'Università Complutense di Madrid, ma a 21 anni decise di abbandonare entrambe le carriere. Si sposò con il giornalista e critico letterario Manuel Cerezalez, con il quale, stabilitisi a Madrid, ebbe cinque figli. Nel 1944 vinse il Premio Nadal con il suo romanzo Nada ("Niente"), narrazione in prima persona dell'apertura al mondo della giovane Andrea, che si sistema con alcuni familiari a Barcellona per iniziare gli studi universitari. Il romanzo offre una testimonianza del crollo fisico e morale della società spagnola nei primi anni del dopoguerra. L'opera era sintonizzata sulle aspettative del pubblico e ne vennero esaurite tre edizioni nel solo primo anno di pubblicazione. Nel 1948 il romanzo vinse il Premio Fastenrath  della Real Academia Espanola, e si può dire che figuri tra le opere chiave del realismo esistenziale che dominò il panorama narrativo europeo durante gli 40.
Nel 1952 pubblica La Isla y los Demonios, nel quale narra il passaggio dall'infanzia all'adolescenza – in un mondo degradato - di Marta, basandosi sulla propria esperienza a Las Palmas de Gran Canaria. La mujer nueva (1955), che tratta della conversione al cattolicesimo della scrittrice, vinse il Premio Nacional de Literatura nel 1956 ed il Premio Menorca de Novela nel 1955. Seguì La Insolación (1963), primo volume della trilogía Tres Pasos fuera del Tiempo. 
Fu invitata negli Stati Uniti nel 1956, e ne trasse l'ispirazione per scrivere un saggio sulla sua esperienza e sulla vita in America intitolato Mi primer viaje a USA (1981); lì conobbe  lo scrittore Ramón J. Sender , con il quale intrattenne un'interessante relazione epistolare. Tra i suoi libri di racconti hanno particolare importanza La Llamada (1954) e La Niña y Otros Relatos (1983). Quasi tutte le sue opere vertono sullo stesso tema centrale, quello dell'incontro tra l'idealismo dei giovani e la mediocrità di ciò che sta loro intorno.
Scrisse anche libri di racconti e narrazioni di viaggi. Nel 2003 sua figlia Cristina Cerezales pubblicò Puedo contar contigo, che contiene la relazione epistolare tra sua madre e Ramón J. Sender, un totale di 76 lettere nelle quali la scrittrice spiega i motivi del suo silenzio letterario e parla della sua insicurezza patologia e del suo desiderio di proteggersi dal contatto sociale, che più tardi si cristallizzò in una presa di distanza dalla vita pubblica, accelerato dal fatto che venne colpita dalla malattia di Alzheimer.
La sua situazione personale era difficile, sia perché aveva divorziato nel 1970 e non aveva stabilità economica, sia a causa delle circostanze generali: il clima politico e sociale, un certo maschilismo, il grigiore del mondo letterario. Carmen Laforet non voleva entrare a far parte di quei mondi, che lei definiva “regni bellicosi” perché, assicurava, la consideravano “nemica di tutti. O tonta o malvagia o quello che è. Io non sono una lottatrice”. L'infaticabile Sender è la sua antitesi, e l'anima a cui lei scrive. Sender le confessa che “el césar pequeñito” è l'unica persona alla quale guarda con rancore. L'autore di Réquiem por un campesino español racconterà alla sua amica le crisi di ansia che lo assalgono “perché non mi arrendo ad essere vecchio”. La religiosità è un altro ricorrente tema della loro corrispondenza, perché entrambi credono in Dio e condividono la stessa devozione per Santa Teresa d'Avila. 
Nel febbraio 2007, come commemorazione del terzo anniversario della morte, la casa editrice Menoscuarto ha pubblicato una raccolta di tutti i suoi racconti, compresi cinque inediti, intitolata Carta a don Juan.

## Opere
- Nada, Destino, Barcellona, (1945), romanzo;  prima edizione italiana 1948, con il titolo "Voragine" , Editrice Faro Roma, traduzione di Amedeo Finamore.
- La isla y los demonios, Destino, Barcellona (1950)  romanzo
- El piano. Madrid: Rollan, 1952 romanzo
- La llamada (1954), storie
- La mujer nueva, Destino, Barcellona, (1955) romanzo
- Un matrimonio. (1956),  romanzo
- Gran Canaria (1961), saggio
- La insolación Planeta, Barcellona (1963), romanzo
- Paralelo 35. Barcellona: Planeta, 1967, Diario di viaggio.
- La niña y otros relatos (1970), storie
- Artículos literarios, Eastbourne: Stuart-Spencer Publications, 1977. Artículos.
- Mi primer viaje a USA (1981), saggio.
- "Rosamunda. Cuento". In: Cuentos de este siglo. Encinar, Ángeles (ed.). Barcellona: Lumen S.A., 1995, pp. 73-78.
- "Al colegio. Cuento". In: Madres e hijas. Freixas, Laura (ed.). Barcellona: Anagrama, 1996. Racconti.
- Al volver la esquina (2004), romanzo postumo. Continua la storia di La insolación.
- Carta a don Juan (2007), raccolta di tutti i suoi racconti.